# 昼夜逆転生活

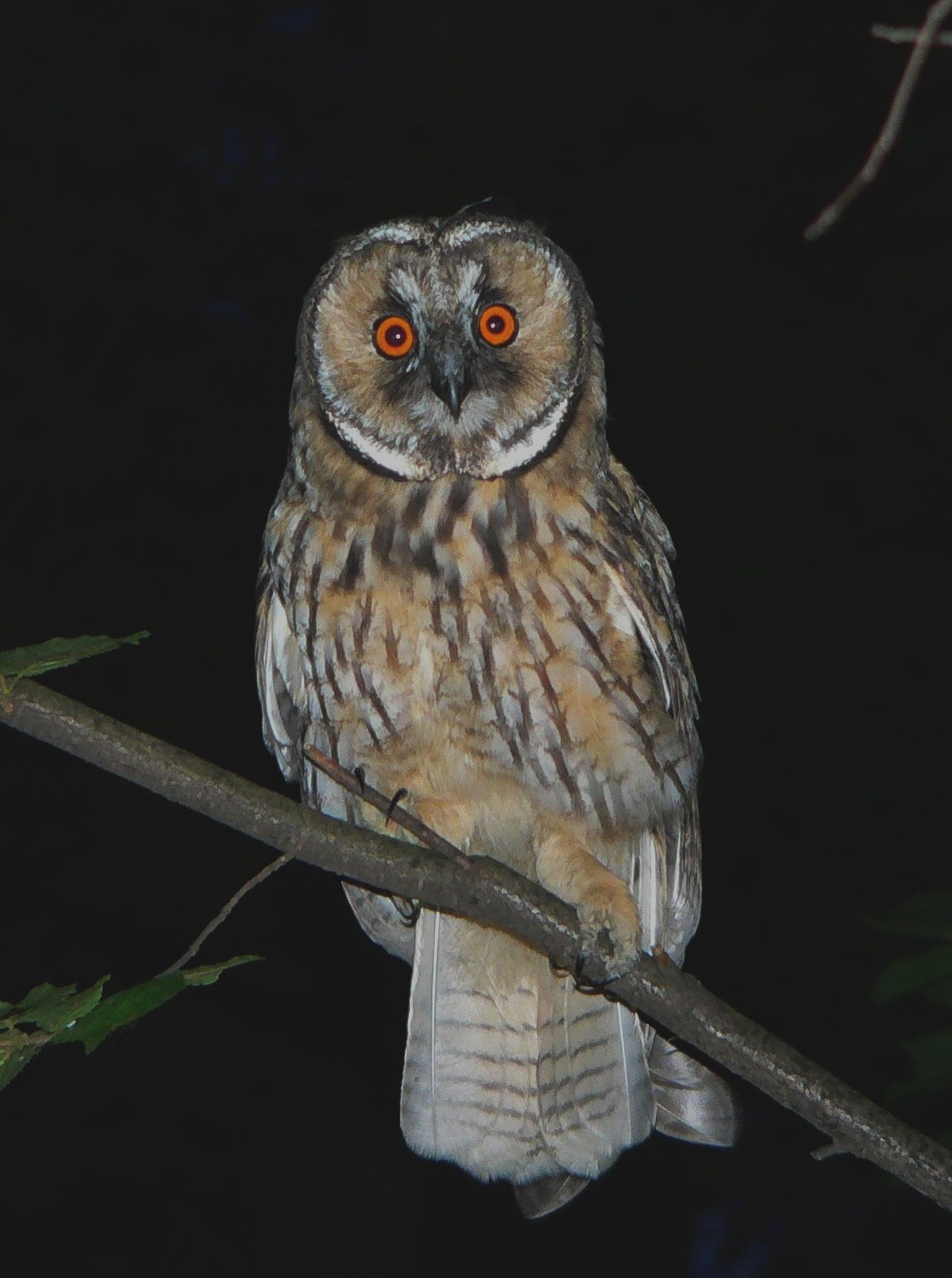
フクロウ

昼夜逆転生活（ちゅうやぎゃくてんせいかつ）とは、主に深夜帯を活動の中心とし、朝から昼にかけてを睡眠時間に当てている生活のこと。

## 要因
考えられる要因は以下の通り。
1. 仕事上の理由（交代勤務や夜勤専従者が該当する）
2. 帰国後による時差ぼけ
3. 乳児の夜泣き
4. 自堕落な生活
5. 睡眠障害（後述）

## 医学的見地
概日リズムがズレると昼夜逆転になりやすく、リズムは1日で治る物ではなく、日中起き続けて夜に寝る生活を数日間続ける事でリズムが回復していく。
1日の周期である概日リズムがズレている睡眠障害には、毎日同じような生活リズムを保ちながら通常の生活時間よりもずれている睡眠相後退症候群や、あるいは薬物の影響による薬物誘発性睡眠障害など様々な原因が考えられる。睡眠障害である場合、著しい苦痛や、生活機能の障害が継続している必要があり、単なる夜間勤務による概日リズムの変化とは異なる。
昼夜逆転は身体に悪く、自律神経系の働きが低下し不定愁訴が現れる。寝ていても交感神経系が働いている状態であり常に身体が緊張状態にある。また血流が悪くなり脳へのエネルギー供給が少ない。したがって気力が低下し思考も鈍くなる。ホルモンの分泌、深部体温のリズムにも異常を示す。慢性疲労にありすぐ疲れてしまう。治療法として光療法などがある。日頃からの重労働と睡眠不足が引き金となる。